# Salva Sanchis
Salva Sanchis is een Spaanse danser, choreograaf en dansleraar.

## Opleiding
Salva (Salvador) Sanchis werd geboren in Manresa, een stad in de buurt van Barcelona. Hij volgde een theateropleiding aan het Institut del Teatre van Barcelona waar hij zich specialiseerde in lichaamstheater, mimetechnieken, zwaardvechten, acrobatiek en Aikido. In 1995 verhuisde hij naar België om er in Brussel te studeren aan P.A.R.T.S., de dansschool die werd opgericht door Anne Teresa De Keersmaeker. Daar creëerde hij verschillende danssolo’s en groepschoreografieën. Zijn afstudeerproject Less than a moment, een choreografie van een uur voor vijf dansers, werd opgevoerd op verschillende plaatsen in Europa. Salva Sanchis studeerde in 1998 af aan P.A.R.T.S met de eerste lichting studenten van de school. Naar aanleiding van de twintigste verjaardag van de dansschool coördineerde hij samen met danser / choreograaf Heine Avdal het programma P.A.R.T.S. Generation 1 (1995-1998) dat in november 2015 werd vertoond in de Brusselse Beursschouwburg.

## Beginperiode
Vanaf 1998 evolueerde zijn werk van een door theater beïnvloede stijl naar een uitgesproken abstracte benadering van dans. Vooral zijn choreografie Previous (2003), opnieuw een stuk voor vijf dansers, markeerde die koerswijziging naar een meer abstracte danstaal en een diepgaand onderzoek van improvisatie. Naast zijn choreografieën werkte Salva in de periode 2000-2004 regelmatig samen met choreograaf Marc Vanrunxt (aan diens producties Performance en Most Recent), videokunstenares Elke Vandermeerschen en visueel kunstenaar Kristof Van Gestel. Met Marc Vanrunxt werkte hij ook nadien nog samen.

## Samenwerking met Anne Teresa De Keersmaeker / Rosas
Vanaf 2002 tot 2007 was Salva Sanchis verbonden aan het dansgezelschap Rosas van Anne Teresa De Keersmaeker. Hij deed dat eerst als danser in Bitches Brew / Tacoma Narrows (Anne Teresa De Keersmaeker / Rosas, 2003). Voor Kassandra - speaking in twelve voices (Anne Teresa De Keersmaeker / Rosas, 2004) werkte hij mee aan het dansvocabularium, maar trad niet in de productie op als danser. Voor de twee producties die daarop volgden, Raga for the Rainy Season / A Love Supreme (Anne Teresa De Keersmaeker / Rosas, 2005) en Desh (Anne Teresa De Keersmaeker / Rosas, 2005) was hij telkens samen met Anne Teressa De Keersmaeker verantwoordelijk voor een deel van de choreografie en het bewegingsmateriaal (A Love Supreme in de eerste productie en Raaj Khamaj en India in de tweede). Salva Sanchis trad in die twee producties ook op als danser. A Love Supreme werd in 2017 door Salva Sanchis en Rosas hernomen in een herwerkte versie. Terwijl hij verbonden was aan Rosas produceerde hij er ook enkele eigen choreografieën: Double Trio Live (2005), Ten Variations in G (2006) and Still Live (2007).
In de periode dat Salva Sanchis verbonden was aan Rosas werd zijn werk bepaald door onderzoek dat gestuurd werd door muzikale bronnen. Door het werken met jazzmuziek ontwikkelde hij een persoonlijke benadering met betrekking tot de verhouding tussen dans en muziek. Ook nadien bleef muziek (vaak live muziek) een belangrijk element in zijn choreografisch werk. Hij werkte samen met musici zoals jazzsaxofonist Bruno Vansina, avant-gardejazzpianist / componist Kris Defoort, organist / componist Bernard Foccroulle, geluidskunstenaar Peter Lenaerts, pianist Yutaka Oya en het duo Discodesafinado, die minimale techno bestuiven met experimentele elektronica. Met Bernard Fouccroulle maakte Salva Sanchis onder noemer The Organ Project vanaf 2008 een reeks van dansvoorstellingen met live orgelmuziek in verschillende kerken in Europa die geëvolueerd zijn naar improvisaties voor vier à vijf dansers. Met Kris Defoort maakte hij in 2010 de improvisatiesolo Action.

## Latent Fuss en samenwerking met Kunst/Werk
Nadat Salva Sanchis bij Rosas vertrok, volgde er een korte periode waarin hij een eigen organisatie (Latent Fuss vzw) opzette om zijn scharnierwerk Objects in mirror are closer than they appear (2008) te produceren. Dat is een productie voor vier dansers en een muzikant die pure beweging confronteert met buitenaardse ontvoeringen, buitenlichamelijke ervaringen en ontwikkelingen in de cognitieve neurologie. In 2010 maakte hij de overstap naar Kunst/Werk, een Belgische gesubsidieerde dansorganisatie waar hij samen met Marc Vanrunxt verantwoordelijk is voor de artistieke leiding. Hij produceerde er choreografieën zoals Now h e r e (2011), Angle (2012), The Phantom Layer (2013), Islands (2014) en Radical Light (2016). Ook Angle en Radical Light zijn voorstellingen waarin muziek een cruciale rol speelt. Angle is een solo in samenwerking met pianist Yutaka Oya, die korte composities speelt van György Ligeti, John Cage, Luciano Berio, Jo Kondo en Keiko Harada. Voor Radical Light ging Salva Sanchis de dialoog aan met de muziek van Discodesafinado (Senjan Jansen en Joris Vermeiren), wat resulteerde in een choreografie die volledig is opgebouwd rond het muzikale concept van 'puls'. Radical Light werd in 2017 geselecteerd voor het Vlaamse Theaterfestival.

## Terugkeer naar Spanje
In de eerste maanden van 2016 werd bekend dat Salva Sanchis, na een verblijf van meer dan twintig jaar in Brussel, terugkeerde naar zijn geboortestreek om o.a. zijn studie psychologie af te maken. In tussentijd wil hij enkel nog ouder choreografisch werk heropvoeren. De terugkeer naar Spanje betekent ook zijn vertrek bij Kunst/Werk.

## Werk als docent
Parallel met zijn choreografische activiteiten heeft Salva Sanchis een uitgebreide pedagogische loopbaan ontwikkeld. Hij heeft dansworkshops gegeven in verschillende landen. Tegelijkertijd is hij sinds 2004 nauw verbonden met P.A.R.T.S., de dansschool waar hij zelf studeerde. Hij is er een van de vaste docenten, en is ook verantwoordelijk voor de selectie van nieuwe studenten. In zijn werk als dansleraar richt Salva Sanchis zich op een eclectische technische benadering van improvisatie die sterk verbonden is met zijn eigen choreografisch werk.

## Producties
Eigen werk:
- Radical Light (Salva Sanchis, 2016)
- Islands Revisited (Salva Sanchis, 2015)
- Islands (Salva Sanchis, 2014)
- The Phantom Layer (Salva Sanchis, 2013)
- Angle (Salva Sanchis, 2012)
- now h e r e (Salva Sanchis, 2011)
- Action (Salva Sanchis en Kris Defoort, 2010)
- Objects in mirror are closer than they appear (Salva Sanchis, 2008)
- The Organ Project (Salva Sanchis en Bernard Foccroulle, 2008)
- Still Live (Salva Sanchis, 2007)[7]
- Ten Variations in G (Salva Sanchis, 2006)[8]
- Double Trio Live (Salva Sanchis, 2005)[9]
- Double Duet Live (Salva Sanchis, 2004)
- Constant Relay (Salva Sanchis, 2002)[10]
- Previous (Salva Sanchis, 2002)[11]
- Itch & Fear (Salva Sanchis, 2000)[12]
- Gap (Salva Sanchis, 2000)[13]
- Reckless Reckoning (Salva Sanchis en Florence Augendre, 1998)[14]
- Less than a moment (Salva Sanchis, 1998)[15]
- Underline (Salva Sanchis, 1998)[16]

Met Anne Teresa De Keersmaeker / Rosas:
- A Love Supreme (Salva Sanchis en Anne Teresa De Keersmaeker / Rosas, 2017)
- Raga for the Rainy Season / A Love Supreme (Anne Teresa De Keersmaeker / Rosas, 2005)
- Desh (Anne Teresa De Keersmaeker / Rosas, 2005)
- Kassandra - speaking in twelve voices (Anne Teresa De Keersmaeker / Rosas, 2004)
- Bitches Brew / Tacoma Narrows (Anne Teresa De Keersmaeker / Rosas, 2003)

Met Marc Vanrunxt:
- Trigon (Marc Vanrunxt, Salva Sanchis, Georgia Vardarou, 2012)
- For Edward Krasinski (Marc Vanrunxt, 2010)
- Most recent (Marc Vanrunxt, 2002)[19]
- Some Problems of Space Perception (Marc Vanrunxt, 2001)[20]
- Performance (Marc Vanrunxt, 2000)[21]

Met anderen:
- Phenomena (Georgia Vardarou, 2013)[22]
- MicroSleepDub (Peter Lenaerts, 2015)[23]
- Curtain'd with a cloudy red (Thomas Plischke, 1998)[24]
- Only now does he turn (Jan Ritsema, 1997)[25]

## Filmografie
- Radical / Light (Robbrecht Desmet, 2016)[26]